# هيرشل بيرك غيلبرت
هيرشل بيرك غيلبرت (بالإنجليزية: Herschel Burke Gilbert)‏ هو موسيقي وملحن أمريكي، ولد في 20 أبريل 1918 في ميلواكي في الولايات المتحدة، وتوفي في 8 يونيو 2003 في لوس أنجلوس في الولايات المتحدة.

## وصلات خارجية
- هيرشل بيرك غيلبرت على موقع IMDb (الإنجليزية)
- هيرشل بيرك غيلبرت على موقع ميوزك برينز (الإنجليزية)
- هيرشل بيرك غيلبرت على موقع أول ميوزيك (الإنجليزية)
- هيرشل بيرك غيلبرت على موقع ديسكوغز (الإنجليزية)
- هيرشل بيرك غيلبرت على موقع قاعدة بيانات الفيلم (الإنجليزية)